# Гаральд Лехнер
Гаральд Лехнер (нім. Harald Lechner, нар. 30 липня 1982, Австрія) — австрійський арбітр, обслуговуває матчі Австрійської Бундесліги з 2008 року. З 2010 року — арбітр ФІФА. Обслуговував матчі юнацького чемпіонату Європи з футболу (U-17) 2012.
У червні 2017 обслуговував матчі молодіжного чемпіонату Європи.

## Матчі
| Дата              | Збірні                       | Рахунок | Турнір               | ЖК | YK · YK · RK | RK |
| ----------------- | ---------------------------- | ------- | -------------------- | -- | ------------ | -- |
| 29 травня 2010    | Словаччина – Камерун         | 1 – 1   | Товариський матч     | 2  | 0            | 0  |
| 2 червня 2010     | Румунія – Північна Македонія | 0 – 0   | Товариський матч     | 0  | 0            | 0  |
| 6 вересня 2011    | Іспанія – Ліхтенштейн        | 6 – 0   | Кваліфікація ЧЄ 2012 | 2  | 0            | 0  |
| 22 травня 2012    | Латвія – Польща              | 0 – 1   | Товариський матч     | 3  | 0            | 0  |
| 28 травня 2012    | Естонія – Україна            | 0 – 4   | Товариський матч     | 0  | 0            | 0  |
| 16 жовтня 2012    | Ізраїль – Люксембург         | 3 – 0   | Кваліфікація ЧС 2014 | 4  | 0            | 0  |
| 14 листопада 2012 | Чехія – Словаччина           | 3 – 0   | Товариський матч     | 1  | 0            | 0  |
| 15 жовтня 2013    | Сан-Марино – Україна         | 0 – 8   | Кваліфікація ЧС 2014 | 5  | 1            | 1  |
| 23 травня 2014    | Канада – Болгарія            | 1 – 1   | Товариський матч     | 4  | 0            | 0  |
| 6 червня 2014     | Німеччина – Вірменія         | 6 – 1   | Товариський матч     | 1  | 0            | 0  |
| 14 жовтня 2014    | Гібралтар – Грузія           | 0 – 3   | Товариський матч     | 5  | 0            | 0  |
| 31 березня 2015   | Україна – Латвія             | 1 – 1   | Товариський матч     | 2  | 0            | 0  |
| 7 червня 2015     | Сербія – Азербайджан         | 4 – 1   | Товариський матч     | 0  | 0            | 0  |
| 6 вересня 2015    | Мальта – Азербайджан         | 2 – 2   | Кваліфікація ЧЄ 2016 | 1  | 0            | 0  |
| 4 вересня 2016    | Данія – Вірменія             | 1 – 0   | Кваліфікація ЧС 2018 | 2  | 0            | 0  |
| 25 березня 2017   | Швеція – Білорусь            | 4 – 0   | Кваліфікація ЧС 2018 | 1  | 0            | 0  |